# Fra Angelico

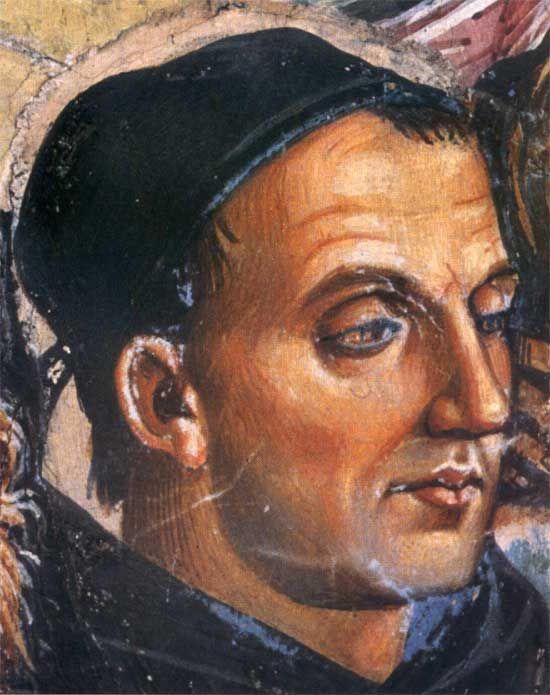
Fra Angelico - Cazan e Maestru de Luca Signorelli, Frescă (detaliu) din Capela San Brizio, Domul din Orvieto

Fra Angelico, (c. 1395 – 18 februarie 1455) a fost un pictor renascentist timpuriu, cel mai valoros reprezentant al pictorilor de inspirație sacră din quattrocento. Este menționat în lucrarea lui Giorgio Vasari Viețile artiștilor ca având un "talent rar și desăvârșit".
Biograful din secolul al XVI-lea spune despre el: „Este cu neputință să reverși prea multe laude asupra acestui sfânt părinte, care era atât de modest și umil în toate cele ce făcea și spunea și ale cărui picturi erau zugrăvite cu atâta ușurință și pioșenie”.

## Biografie

### Tinerețea, 1395–1436

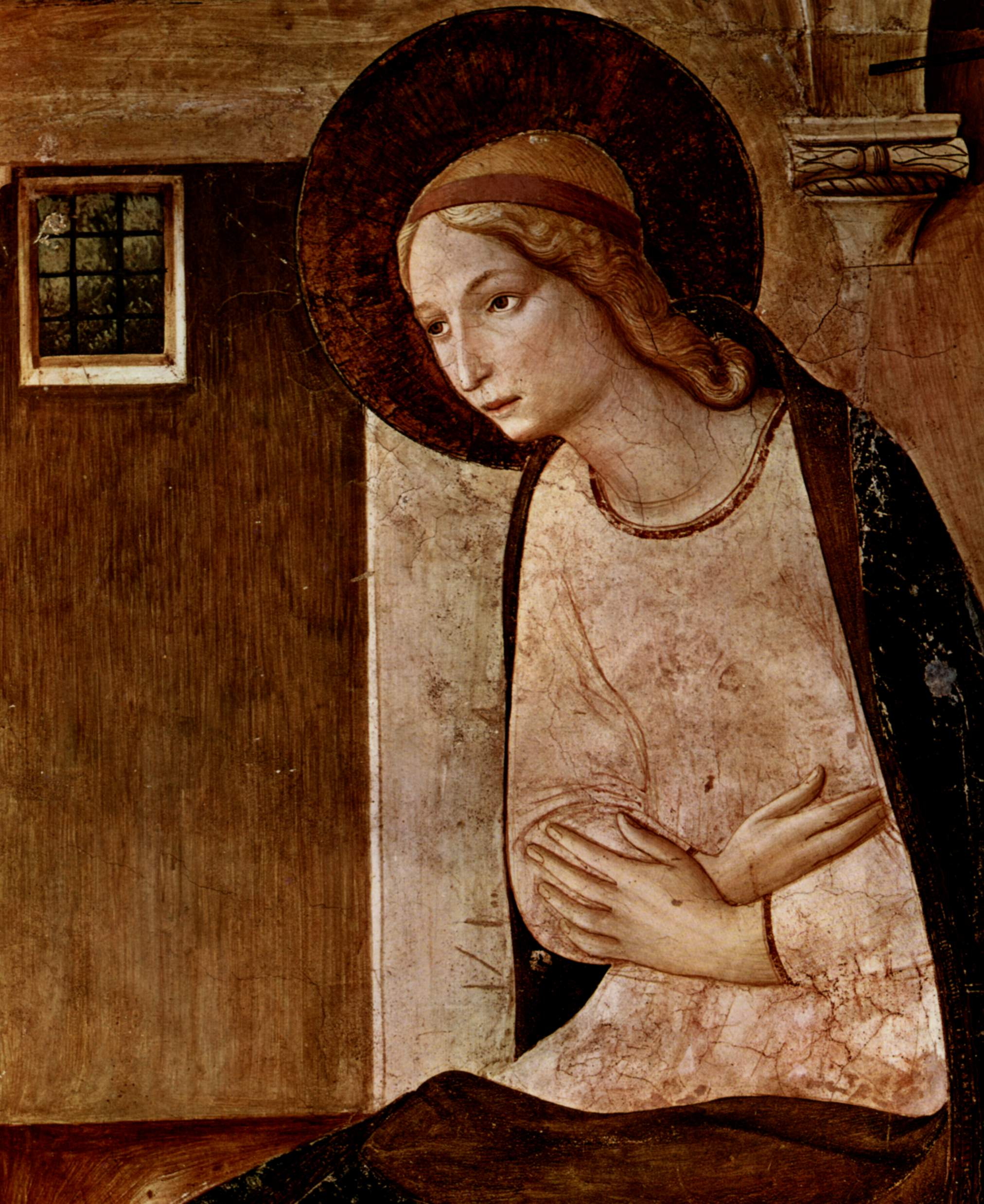
Fecioara din Bunavestire

Fra Angelico s-a născut la sfârșitul secolului al XIV-lea la Vicchio di Mugello, Rupecanina, în apropiere de Fiesole, sub numele de Guido di Pietro. Nu se cunoaște nimic despre părinții săi. A fost botezat Guido sau Guidolino. Cele mai timpurii documente în legătură cu Fra Angelico datează din 17 octombrie 1417, când s-a alăturat unei confrerii religioase la Carmine, sub numele de Guido di Pietro. Acest document atestă de asemenea că era deja pictor, fapt dovedit mai apoi și de două înregistrări de plată către Guido di Pietro, în ianuarie și februarie 1418 pentru munca depusă la pictarea bisericii San Stefano del Ponte. Prima atestare a lui Fra Angelico ca monah datează din 1423, când este pentru prima dată numit Fra Giovanni, după obiceiul monahilor de a-și schimba numele la îmbrăcarea rasei călugărești. A fost membru al ramurii Observatorilor al Ordinului Dominicanilor, la Fiesole.
Inițial, Fra Angelico s-a pregătit ca miniaturist, probabil lucrând împreună cu fratele său mai mare, Benedetto, călugăr dominican și el. Maestrul său în miniaturi nu este cunoscut. Mănăstirea San Marco din Florența păstrează mai multe manuscrise care îi sunt atribuite total sau parțial. Pictorul Lorenzo Monaco se poate să fi contribuit și el la pregătirea sa artistică, iar influența Școlii din Siena poate fi regăsită și ea în opera lui Fra Angelico. În mănăstirile unde a locuit i-au fost încredințate mai multe îndatoriri importante, însă acest lucru nu l-a împiedicat să-și creeze opera, care a devenit cunoscută foarte curând. După Vasari, primele sale picturi au fost un altar și o catapeteasmă pentru mănăstirea Carthusiană din Florența, niciuna dintre acestea nemaipăstrându-se până în ziua de astăzi.
Cele mai timpurii dovezi ale calităților sale se găsesc într-un număr considerabil la Cortona, unde fusese trimis pe durata noviciatului său (1408-1418). Se pare că aici și-a petrecut întreaga perioadă premergătoare debutului vieții monahale. Primele lucrări executate în frescă sunt probabil cele pe care le-a pictat în mănăstirea Sf. Domenico din acest oraș, astăzi distruse. Fiind pictor de fresce, este posibil să fi lucrat sub îndrumarea sau ca ucenic al lui Gherardo Starnina. Din 1418 va reveni la Fiesole, unde va executa un număr de fresce, precum și decorarea altarului, piesă deteriorată, dar restaurată. Va rămâne aici până în 1436, când, împreună cu alți călugări se va muta la nou-construita mănăstire dominicană San Marco din Florența.

### San Marco, Florența, 1436–1445

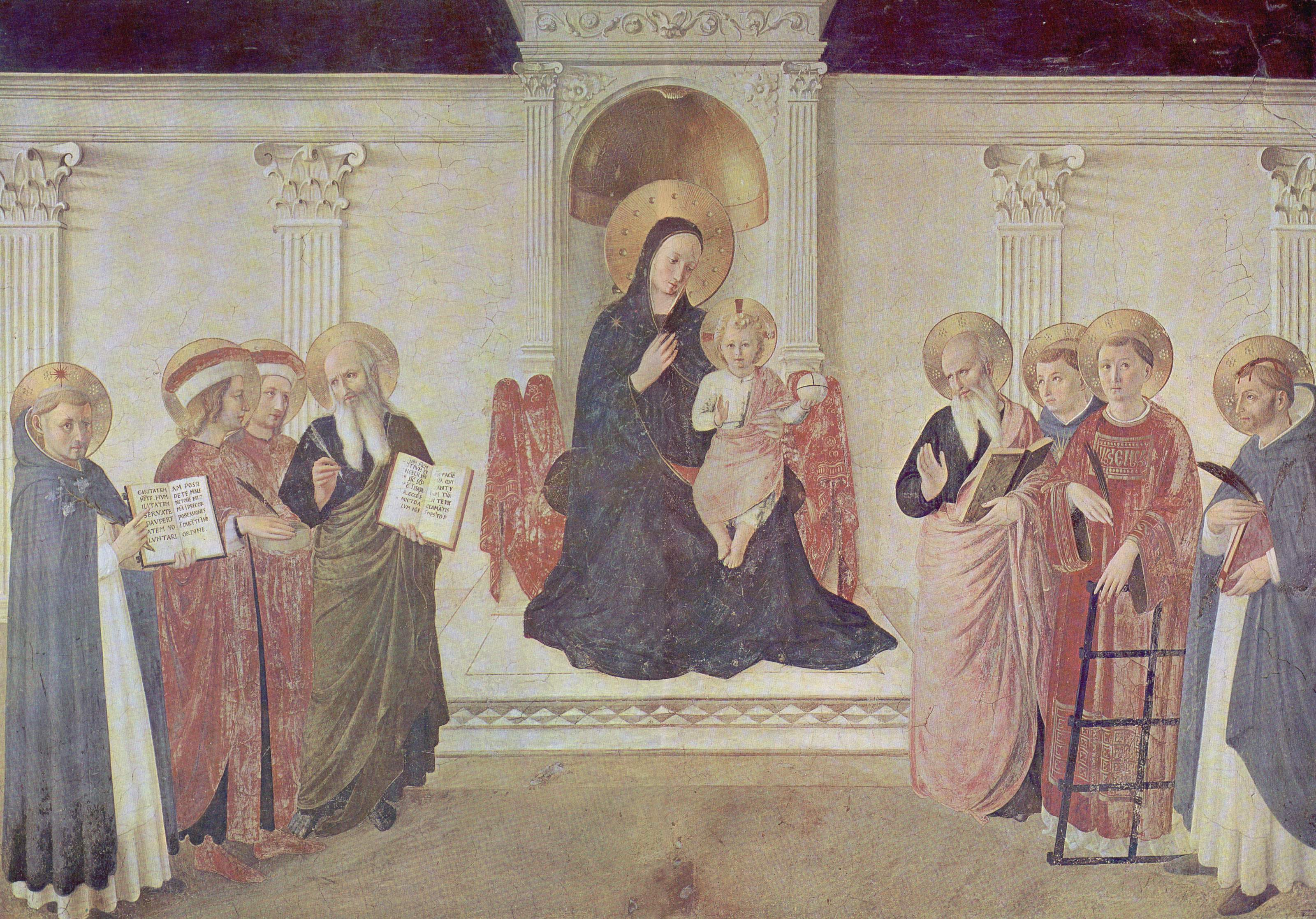
Fecioara cu pruncul, înconjurată de sfinții Dominic, Cosma și Damian, Petru, Marcu, Ioan Evanghelistul, Laurențiu și Ștefan
(Catedrala San Marco din Florența)

Venirea la Florența l-a adus în centrul activităților culturale ale regiunii, precum și ocazia de a se afla sub patronajul lui Cosimo de Medici, unul dintre cei mai puternici și mai bogați din nobilii orașului. Cosimo de Medici a aranjat să îi fie rezervată o chilie doar pentru el în mănăstire (mai târziu ocupată de Savonarola), unde se putea retrage departe de lume. Conform lui Vasari, la îndemnul acestuia a început Fra Angelico proiectul pictării mănăstirii, incluzând magnifica frescă din capitul, mult reprodusa Bunavestire, o maestà cu sfinți, precum și o serie de fresce pioase, reprezentând aspecte ale vieții lui Isus din Nazaret, ce împodobesc pereții chiliilor.
În 1439 a terminat una dintre cele mai cunoscute opere ale sale, altarul mănăstirii San Marco din Florența. Rezultatul va fi neobișnuit pentru acea perioadă. Imaginea Madonnei cu Pruncul pe tron, înconjurată de sfinți era destul de frecventă, cuprinzând un decor celest, cu îngeri și sfinți plutind sub formă de prezențe divine și nu de oameni. În acest caz însă, sfinții sunt așezați de jur împrejur, aranjați astfel încât dau impresia că discută despre experiența de a o vedea pe Fecioară în toată splendoarea. Astfel de picturi, cunoscute sub numele de Sacra Conversatione, vor deveni specialitatea lui Giovanni Bellini, Perugino și Rafael.

### Vatican, 1445–1455

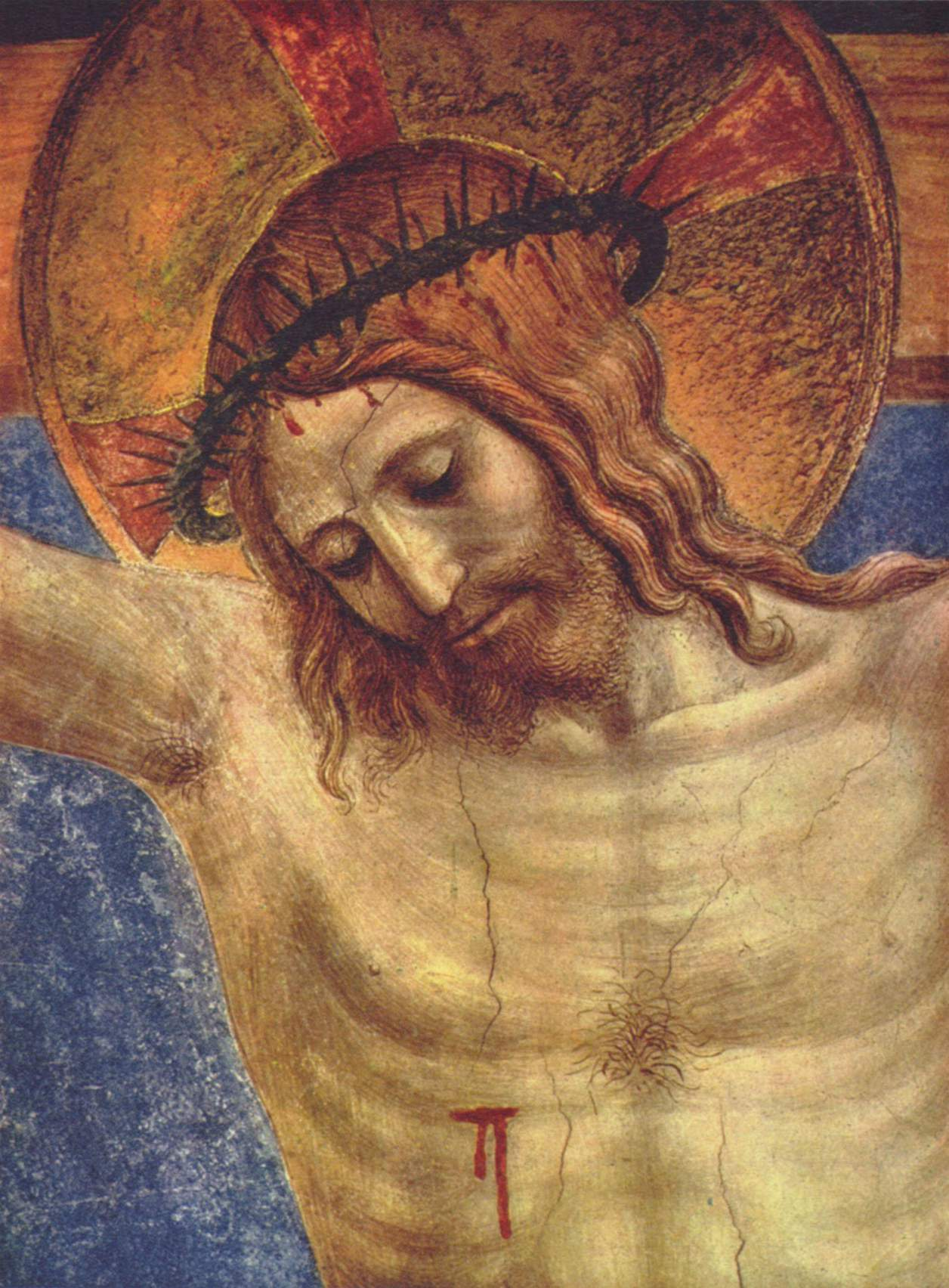
Răstignirea lui Cristos.

În 1445, papa Eugen al IV-lea îl va chema pe Fra Angelico la Roma, pentru a picta fresca din Cappella del Santissimo Sacramento a Bazilicii Sf. Petru, ulterior demolată de Papa Paul al III-lea. Vasari susține că în această perioadă, lui Fra Angelico i s-ar fi oferit arhiepiscopatul Florenței, de către Papa Nicolae al V-lea pe care însă acesta l-a refuzat, recomandând un al călugăr în locul său. Cu toate că această poveste pare posibilă, ba chiar probabilă, dacă data menționată de Vasari este corectă, papă ar fi trebuit să fie Eugeniu și nu Nicolae.
Între 1447 și 1449, Fra Angelico se afla la Vatican, pictând frescele de la Capela Niccolină, pentru Papa Nicolae al V-lea. Este posibil ca scenele reprezentându-i pe cei doi martiri ai Bisericii Creștine Timpurii, Sf. Ștefan și Sf. Laurențiu, să fi fost executate în parte sau în totalitate de către ucenicii săi. Micuța capelă, cu pereții săi viu colorați și decorațiuni în foiță de aur dă impresia unei cutii de bijuterii.
În perioada 1449-1452, Fra Angelico se va afla în vechea sa mănăstire de la Fiesole, unde fusese numit stareț.

### Moartea și canonizarea
În 1455, Fra Angelico moare în timp ce se afla la Roma, probabil pentru a lucra la capela Papei Nicolae. Va fi înmormântat în Biserica Santa Maria sopre Minerva.
În 1982, Papa Ioan Paul al II-lea îl va canoniza pe Fra Angelico.
Potrivit tuturor părerilor, puțini dintre cei canonizați ar fi meritat-o mai mult decât Fra Giovanni. A dus o viață sfântă și înfrânată plăcerilor, refuzând orice mărire, de asemenea fiind fratele celor săraci. Niciun om nu l-a văzut vreodată mânios. Picta cu neîncetată sârguință, tratând doar subiecte sacre; niciodată nu își stiliza sau modifica munca, probabil având sentimentul religios că ceea ce a așternut, astfel v-a rămâne. Obișnuia să spună că acela care ilustrează faptele lui Hristos ar trebui să creadă cu tărie în Hristos. Este subliniat faptul că el niciodată nu mânuia pensula fără rugăciuni fierbinți, iar în timp ce picta „Răstignirea pe cruce” plângea.

## Opera

### Trăsături
Stilul lui Fra Angelico a fost descris drept "pios" și într-adevăr, aceasta este trăsătura sa predominantă. Chipurile pictate de el au un aer de suavitate transfigurată, fervență religioasă și cunoaștere esoterică ce radiază, prezentând un mare interes pentru anumiți critici și creând într-o manieră fără egal un anumit ideal - acela de sfințenie și detașare de agitația și zarva laică. Nu trebuie însă ignorat faptul că nu întotdeauna reușește că evite capcanele unei asemenea metode, figurile devenind lucioase și nefirești, cu un surâs afectat, de o religiozitate fără gen, care abia eludează artificialul sau chiar ipocrizia; deci, altor critici, cu o gândire mai masculină, mai hotărâtă poate, le va produce o slabă impresie. Admițând aceste considerații, Fra Angelico ar trebui totuși acceptat fără tăgadă drept un pictor cu har, neabătându-se de la propriile valori, în armonie cu chemarea sa monahală, de o puritate nepătată și un devotament extraordinar. Desăvârșit prin maniera sa deosebită de execuție, nu se apropie însă de marii săi contemporani naturaliști, precum Masaccio și Lippo Lippi, sau de îndepărtatul Giotto în ceea ce privește inovarea temelor îndrăznețe sau realiste ori cu realizarea înfățișărilor, expresiilor și faptelor obișnuite - aspecte din natură, diferite de aspirațiile sau contemplațiile spiritului. Sub aspect tehnic, Fra Angelico avea capacitatea întregirii și armoniei compoziției și culorii, fără însă o stăpânire corespunzătoare a luminii și umbrelor, iar cunoștințele sale despre corpul uman erau limitate. Luminozitatea și gama sa de nuanțe deschise sunt remarcabile, îmbinate cu o folosire liberă a tehnicii auririi; toate acestea conduc la caracteristica aceea celestă, care evidențiază atât de pregnant versiunile personajelor sfinte pictate de el, ierarhia cerească și slava celor izbăviți.

### Context
Fra Angelico și-a creat opera într-o perioadă în care stilul picturii trecea printr-o schimbare. Acest proces al schimbării începuse în urmă cu un secol, prin lucrările lui Giotto și ale unora dintre contemporanii săi, anume Giusto de' Menabuoi. Lucrările ambilor se găsesc în cea mai mare parte la Padua, cu toate că Giotto studiase la Florența, unde pictase fresca Capelei Bardi a bisericii Santa Croce. Giotto a avut mulți adepți entuziaști, care i-au urmat stilul de pictură a frescelor, dintre care făcea parte și Lorenzzeti. Acesta din urmă a făcut parte din curentul denumit Școala din Siena, care îl va influența mai târziu și pe Fra Angelico.

### Protectorii artiștilor

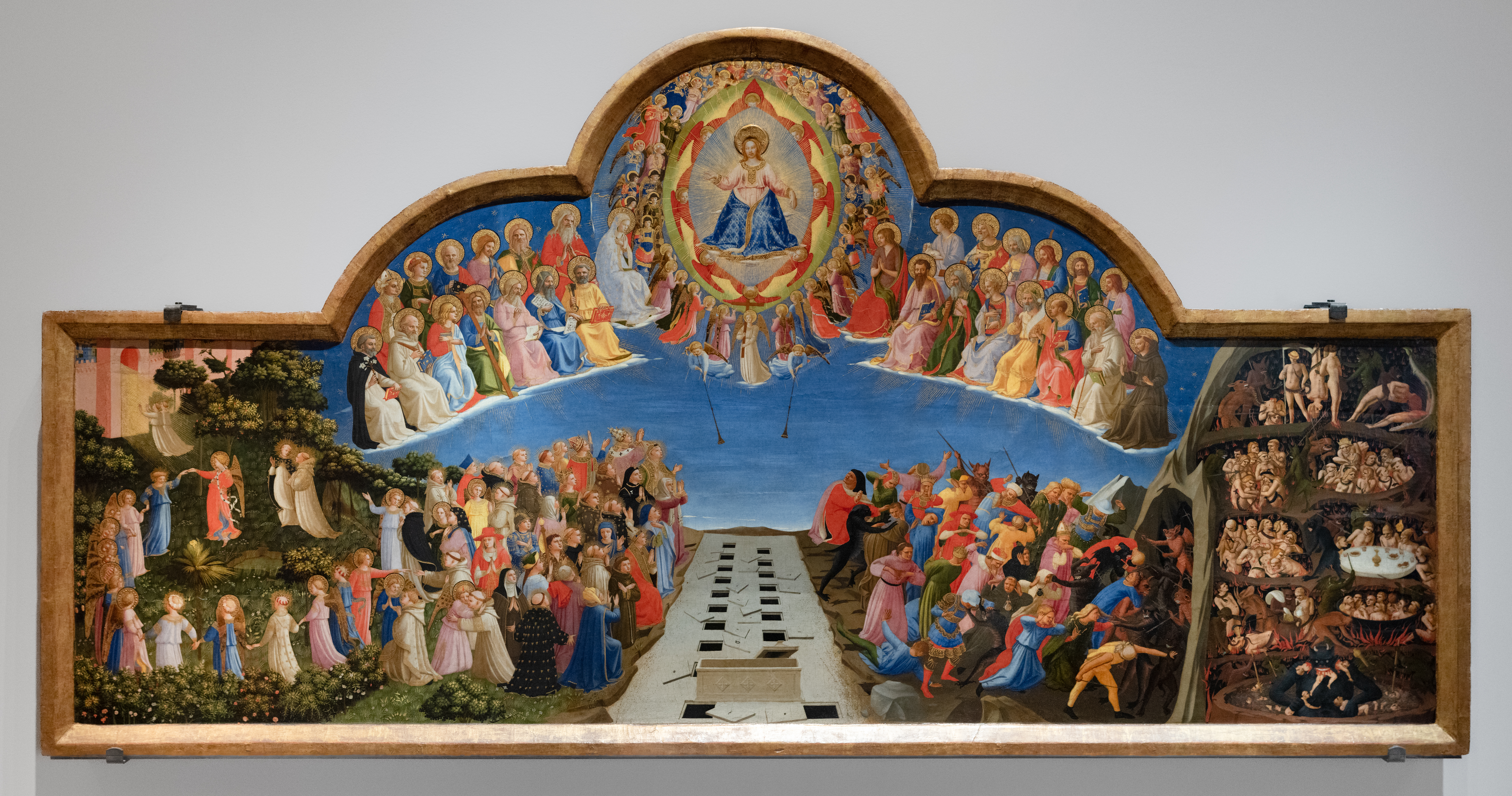
San Marco, Florența,Judecata de Apoi, postament de la baza unui altar, demonstrând precizia, detaliul și culoarea cerute de o operă la comandă.

Patronii sau protectorii artiștilor erau de cele mai multe ori așezămintele monastice sau familiile bogate care înzestrau vreo biserică. Deoarece picturile aveau adesea o destinație pioasă, clienții erau de multe ori tradiționaliști. Cu cât comanditarul era mai conservator, cu atât opera cerută era și ea mai conservatoare. Motivul era simplu: pictura pe care acesta o comanda spunea multe despre el. Astfel, cu cât conținea mai multă foiță de aur, cu atât demonstra prosperitatea patronului. Alte materiale scumpe erau lapis lazuli și chinovarul. Albastrul azuriu din pudră de lapis lazului, dovedeau capacitatea patronului de a-l înzestra pe artist. Din acest motiv, altarele erau decorate mult mai conservator decât frescele, care reprezentau de multe ori personajele aproape în mărime naturală și se bazau pentru obținerea efectului artistic pe dispunerea în spațiu asemănătoare cu o scenă mai degrabă decât pe etalări opulente de materiale. .

### Contemporanii
Fra Angelico a fost contemporanul lui Gentile da Fabriano. Piesa de altar reprezentând Adorarea Magilor, 1423, ce se găsește la Palatul Ufizzi, este considerată drept una dintre cele mai bune reprezentante ale stilului denumit Gotic internațional. În aceeași perioadă, un alt tânăr artist, Masaccio, lucra la frescele Capelei Brancacci a bisericii din Carmine. Masaccio înțelesese pe deplin implicațiile artei lui Giotto. Puțini dintre pictorii din Florența văzuseră figurile sale robuste, realiste și emoționante fără a fi mișcate de acestea. Din nefericire, Masaccio a murit la vârsta de 27 de ani, lăsându-și opera neterminată.

### Altarele
Lucrările lui Fra Angelico dezvăluie elemente care sunt atât gotice conservatoare, cât și 
renascentist moderne. În panoul reprezentând Încoronarea Fecioarei, pictat pentru biserica Santa Maria Novella din Florența se regăsesc toate elementele cerute unei foarte scump astfel de tablou din secolul al XIV-lea - un fundal auriu cu grijă pictat, mult azuriu, mult chinovar și verde de arsenic. Măiestria nimburilor aurite și a mantiilor tivite cu aur este desăvârșită și în totalitate de factură gotică. Ceea ce face totuși din această lucrare o pictură renascentistă, în comparație cu capodopera lui Gentile da Fabriano, este soliditatea, tridimensiunea și naturalețea personajelor, precum și modul realist în care veșmintele se așază pe acestea. Cu toate că aceste personaje stau pe nori și nu pe pământ, este evident că ele au o greutate, nu plutesc.

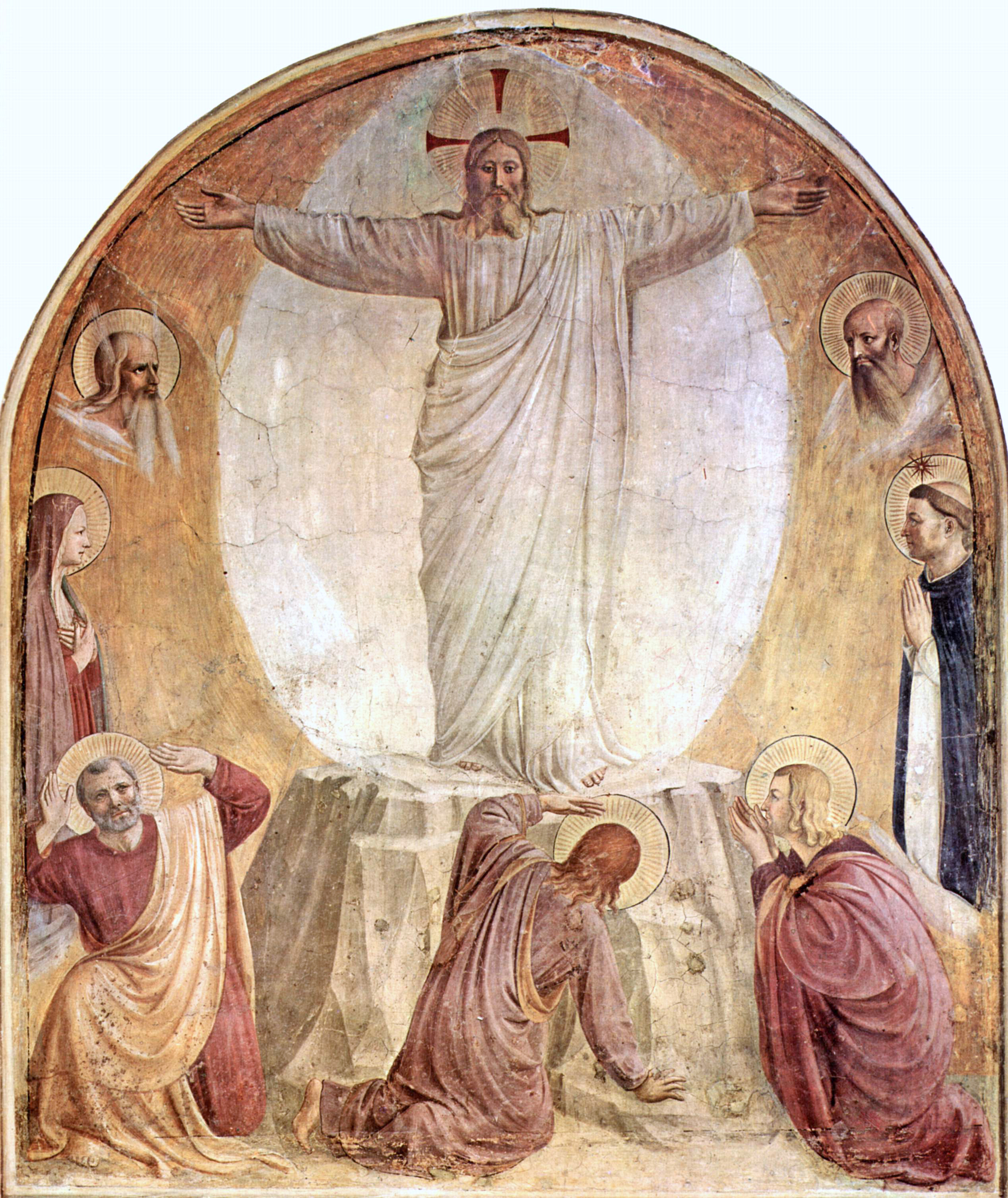
Schimbarea la față demonstrând simplitatea și paleta restrânsă tipică pentru aceste fresce. Aflată într-o chilie de la mănăstirea San Marco, scopul său era de a încuraja rugăciunile solitare.

### Frescele
Seria de fresce pe care Fra Angelico le-a pictat pentru frații dominicani de la San Marco iau notă de progresele lui Masaccio și le poartă mai departe. Departe de constrângerile clienților bogați și de limitările picturii pe panouri, Fra Angelico a putut să își exprime adânca venerație față de Dumnezeu, precum și cunoașterea și dragostea pentru omenire. Frescele meditative din chiliile mănăstirii au puteri liniștitoare. Sunt lucrări umile, în culori simple. Conțin mai mult roz-violet decât roșu, în timp ce strălucitorul și costisitorul albastru lipsește aproape cu desăvârșire. Îi iau locul verdele șters și alb-negrul sutanelor dominicane. Nu e nimic opulent, nimic care să distragă de la experiențele spirituale ale oamenilor simpli care sunt reprezentați în fresce. Fiecare dintre ele are ca efect aducerea în fața privitorului a unui scurt aspect al vieții lui Cristos. Sunt ca niște ferestre într-o lume paralelă. Aceste fresce rămân de asemenea o puternică dovadă a pioșeniei pictorului care le-a creat.
Vasari relatează că Cosimo de Medici, văzând aceste lucrări, i-a cerut lui Fra Angelico să creeze o Răstignire cu mulți sfinți pentru capitul. Cum s-a întâmplat și în cazul altor fresce, bogatul patronaj nu a influențat stilul călugărului prin opulență. Masaccio s-a aventurat în perspectivă, prin pictarea în mod realist a unei nișe din biserica Santa Maria Novella. Mai apoi, Fra angelico va arăta o înțelegere a perspectivei liniare, mai ales în picturile sale reprezentând Bunavestire din interiorul arcadelor pe care Michelozzo și Brunelleschi le creaseră la San Marco și a piațetei din fața acestora.

### Viețile Sfinților

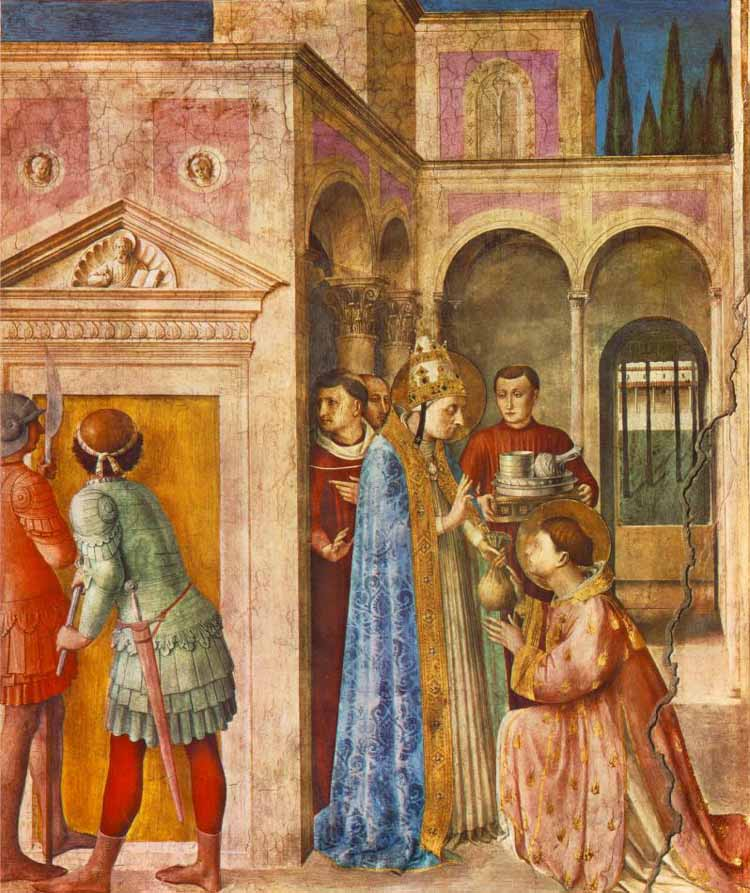
Vatican, Sf Laurențiu primește odoarele Bisericii, 1447. Pigmenții scumpi, foița de aur și desenele complicate erau caracteristice picturilor comandate de Vatican

Când Fra Angelico și ucenicii săi au fost chemați la Vatican pentru a împodobi capela Papei Nicolae al V-lea, artistul va fi din nou pus față în față cu nevoia de a fi pe placul celui mai bogat dintre clienți. În consecință, micuța capelă este asemenea unei cutii de bijuterii. Pereții sunt placați cu aur și plini de culoare, asemenea celor mai opulente creații ale pictorului gotic Simone Martini din cripta Sfântului Francisc de Assissi, datată cu o sută de ani mai devreme. Totuși, Fra Angelico va reuși să creeze picturi care continuă să dezvăluie propriile preocupări pentru umanitatea, umilință și pioșenie. Personajele, în mantiile lor aurite, au o blândețe pentru care sunt vestite picturile sale. Vasari spune: 
 Prin portul și expresia lor, sfinții pictați de Fra Angelico se aproprie mai mult de adevăr decât personajele pictate de oricare alt pictor.
Este posibil ca o mare parte din pictura efectivă să fi fost realizată de ucenici, sub îndrumarea sa. Atât Benozzo Gozzoli cât și Gentile da Fabriano au fost pictori foarte talentați. Benozzo s-a dezvoltat către stilul renascentist, prin portretele sale expresive și realiste din capodopera Cei trei Magi aflată în capela particulară a familiei Medici din palatul lor florentin.

### Moștenirea artistică
Având în vedere tehnica portretului și măiestria artistică a elevului lui Fra Angelico, Benozzo Gozzoli, se observă o legătură cu Ghirlandaio, care la rândul său pictase mult pentru bogații patroni ai artelor din Florența, iar prin Ghirlandaio, cu elevul său, Michelangelo și Marea Renaștere.
In afară de conexiunile cronologice, la o privire superficială ar părea că nu există nici o legătură între umilul călugăr și ale sale minunate Madone sau nepieritoare Răstigniri și expresiile dinamice ale creațiilor supraumane ale lui Michelangelo. Însă ambii artiști au primit comenzi importante de la cel mai bogat și mai influent comanditar posibil, Vaticanul. Când Michelangelo a început Capela Sixtină, el lucra într-un spațiu deja decorat de alți artiști. Pe pereți, Viața lui Iisus și Viața lui Moise fuseseră deja pictate de o serie de artiști, incluzându-l pe maestrul său, Ghirlandaio, maestrul lui Rafael, Perugino și Boticelli. Acestea fuseseră proiecte pe scară mare, specifice pentru opulența operelor comandate de Vatican, întrecându-se unul cu altul prin complexitatea desenului, numărul personajelor, minuțiozitatea detaliului și măiestria folosirii foiței de aur. Deasupra lor se afla un șir de papi înveșmântați în brocart și purtând coroane de aur. Însă nici una dintre aceste minuni nu-și găsesc locul în lucrările lui Michelangelo. La cererea Papei Iuliu al III-lea să împodobească robele apostolilor în modul obișnuit, Michelangelo a răspuns că aceștia fuseseră niște oameni foarte săraci.
În chiliile de la San Marco, Fra Angelico demonstrase că talentul de pictor și interpretarea personală erau suficiente pentru a crea opere de artă memorabile, fără costisitoarele inserții de aur și albastru. Prin folosirea tehnicii fără multe decorațiuni în fresce, a culorilor pastel deschise, a dispunerii cu grijă a câtorva personaje semnificative și a priceputei folosiri a expresiei, mișcării sau gestului, Michelangelo demonstrează a fi un artist demn urmaș al lui Fra Angelico. Frederick Hartt îl descrie pe Fra Angelico drept "un profet al misticismului" unor artiști precum Rembrandt, El Greco sau Zurbaran.
BUNA VESTIRE (realizată aproximativ între anii 1433- 1434, având dimensiunile de: 175x180 cm)- cu această capodoperă din perioada Renașterii timpurii, Fra Angelico a stabilit un model care a fost urmat de mulți pictori ai Bunei Vestiri. Pictura prezintă scena din Noul Testament, în care arhanghelul Gavril îi spune Fecioarei Maria că a fost aleasă să-L nască pe Fiul lui Dumnezeu. Investită cu o frumusețe delicată și modestă, Fecioara Maria citește Biblia, în momentul sosirii Sf. Arhaghel. Mesajul său prezintă cu litere de aur: „Duhul Sfânt se va pogorî peste tine și puterea Celui Preaînalt te va umbri”. Fecioara se retrage, își încrucișează mâinile în semn de supunere și spune: „Iată roaba Domnului. Fie mie după Cuvântul Tău!” Apoi, Sfântul Duh se pogoară asupra sa, sub forma unui porumbel alb. Plasată într-un decor clasic, utilizând noile cunoștințe de perspectivă pentru a construi spațiul pictural și pentru a da viață scenei, în timp ce protagoniștii divini par a fi încântători de umani, lucrarea constituie un minunat exemplu de pictură renascentistă. Cu toate acestea, urmele artificialității grațioase caracteristice artei gotice rămân. Tocmai această îmbinare a celor două tradiții artistice într-o singură pictură creează această frumusețe specială. Pictura „Buna Vestire” reprezintă o frescă (din italiană: fresco= proaspăt).
Buna Vestire a fost un element important atât în arta florentină, cât și în credința dominicană. Fra Angelico și-a adus o contribuție importantă la această tradiție, adoptând o viziune modernă, un cadru dreptunghiular și o compoziție unitară, cu Fecioara stând așezată într-o logie cu coloane, în interiorul unei grădini. Un exemplu important, în care artistul a adus modificări semnificative, spre deosebire de primele picturi având această temă, Fra Angelico a renunțat la stilul gotic, care era decorativ și plat, nu printr-o intervenție divină, ci înțelegând și deprinzând noua abordare științifică a artei. 
Buna Vestire a fost un element important în arta florentină, dar mai ales, în credința dominicană. Aceasta e probabil cea mai renumită dintre toate frescele din mănăstirea San Marco, aflându-se pe peretele de pe coridorul nordic al mănăstirii, iar călugării o vedeau ori de câte ori urcau scările. O inscripție aflată sub coloane, realizată de Angelico, îi îndemna să spună: „Ave Maria!” de câte ori treceau pe lângă pictură. Totodată, trebuiau să facă mătănii în timp ce rosteau această invocație, urmând modelul arhanghelului din pictură. Angelico a inclus elemente din arhitectura mănăstirii, reprezentând capitelurile coloanelor din mănăstire. Proporțiile elementelor arhitecturale pictate se potrivesc cu cele ale mănăstirii, în timp ce scena e luminată dinspre est, deoarece Buna Vestire, conform tradiției, s-a petrecut în zori. Fecioara Maria e pictată într-o chilie cu pereți simpli, albi, iar nu într-o casă. Unicul element decorativ este o coloană, care este ascunsă aproape în totalitate de aripile arhanghelului. Într-o parte, Sfântul Petru Martirul observă evenimentul.
SIMBOLURI existente în pictură:
Adam și Eva
```
	Fra Angelico utilizează liniile cornișei pentru a conduce ochiul privitorului spre o scenă mică, dar plină de importanță aflată în fundal. Adam și Eva sunt izgoniți din Rai, amintindu-i privitorului că Iisus (a cărui naștere iminentă este anunțată în pictură) a fost trimis pe Pământ pentru a mântui omenirea de păcate.
```

Dumnezeu sau profet?
Un portret sculptat apare într-un medalion, chiar deasupra coloanei centrale, privind în jos, spre scenă. Personajul a fost considerat de unii Dumnezeu Tatăl, iar de alții- profetul Isaia din Vechiul Testament, cel care a profețit nașterea unui copil dintr-o fecioară.
Aripi angelice
	Poate bazate pe studiul păsărilor, aripile arhanghelului combină o scenă de naturalism cu artificii ca de bijuterie. Partea frontală a aripilor se remarcă în centrul panoului, în timp ce cea posterioară se întinde până în capătul din stânga al acestuia.
Arhanghelul și Fecioara Maria
	Separați de o coloană subțire (care separă și privitorul de scenă), arhanghelul Gavril și Fecioara Maria stau față în față, vorbele lor fiind marcate cu litere de aur. Aureolele lor, decorate cu puncte și incizii, le încadrează chipurile delicate, în timp ce vălul delicat al Mariei este pictat cu o extraordinară îndemânare.
Înăuntru și afară
	Asemeni aripilor, veștmântul lui Gavril trece dincolo de marginile logiei. Se pare că modelul materialului a fost preluat după un porțelan Ming, iar frumusețea sa complexă este egalată doar de grațioasele flori din grădină. Această grădină închisă a fost considerată de către contemporanii lui Fra Angelico drept un simbol al purității Fecioarei Maria. Un trandafir alb ce crește lângă gard este considerat a fi un alt simbol al purității.
Mâinile încrucișate
	Maria îi răspunde arhanghelului cu un gest grațios, încrucișându-și mâinile, pentru a arăta supunerea în fața dorinței Domnului.
Scaunul decorativ
	Scaunul Mariei este acoperit cu un material cu motive decorative de culoare aurie. În timp ce acesta amintește de fundalurile decorative aurii ale stilului gotic, forma schimbătoare a modelului circular, indicând diferitele planuri ale scaunului, demonstrază cunoașterea renascentistă a perspectivei.
Biograful din secolul al XVI- lea spune despre Fra Angelico: „Este cu neputință să reverși prea multe laude asupra acestui sfânt părinte, care era atât de modest și umil în toate cele ce făcea și spunea și ale cărui picturi erau zugrăvite cu atâta ușurință și pioșenie”.

### Fra Angelico și continuitatea către Michelangelo

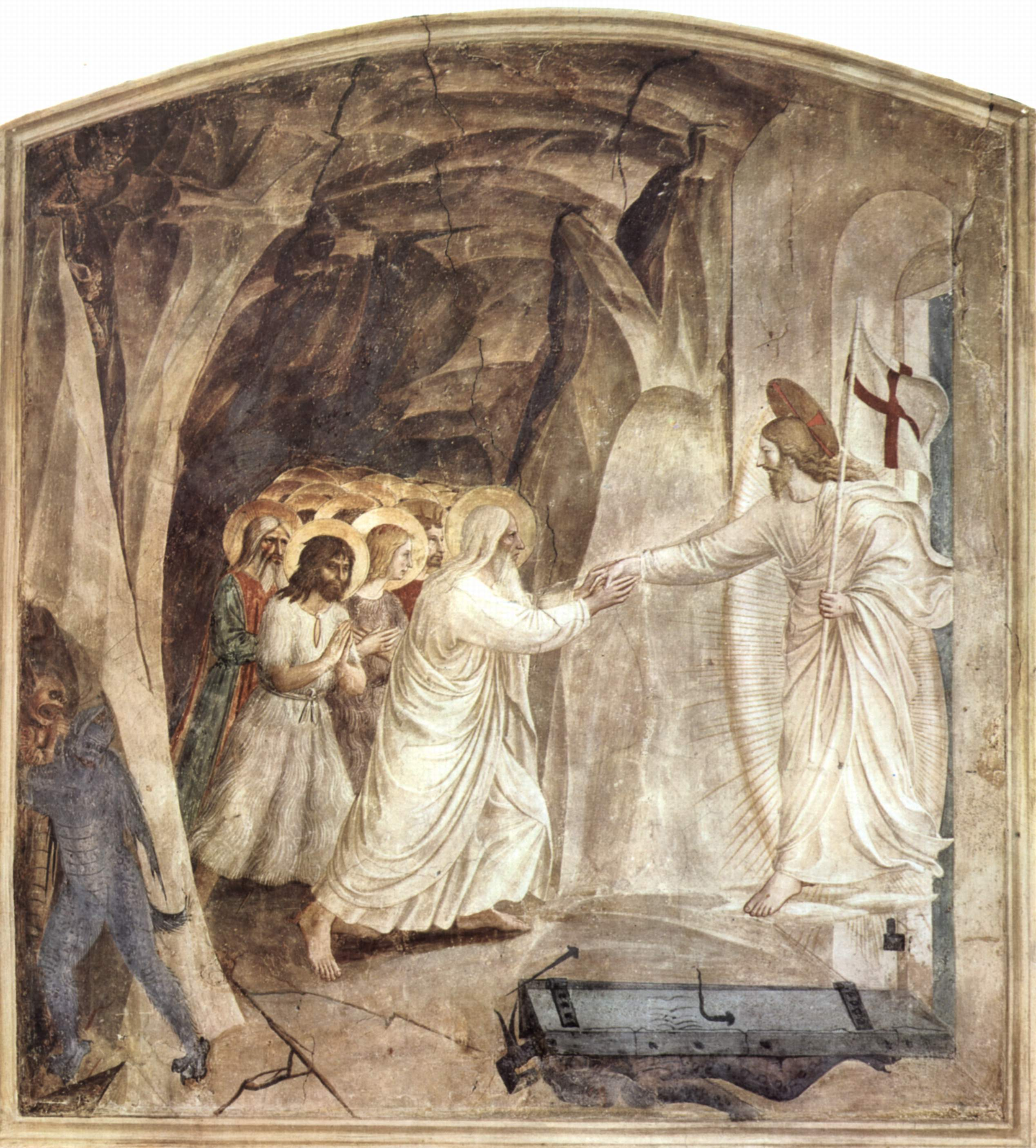
Fra Angelico, frescă din chiliile de la San Marco. Cristos întinzându-i mâna lui Adam, pentru a-l salva din Iad. c.1440
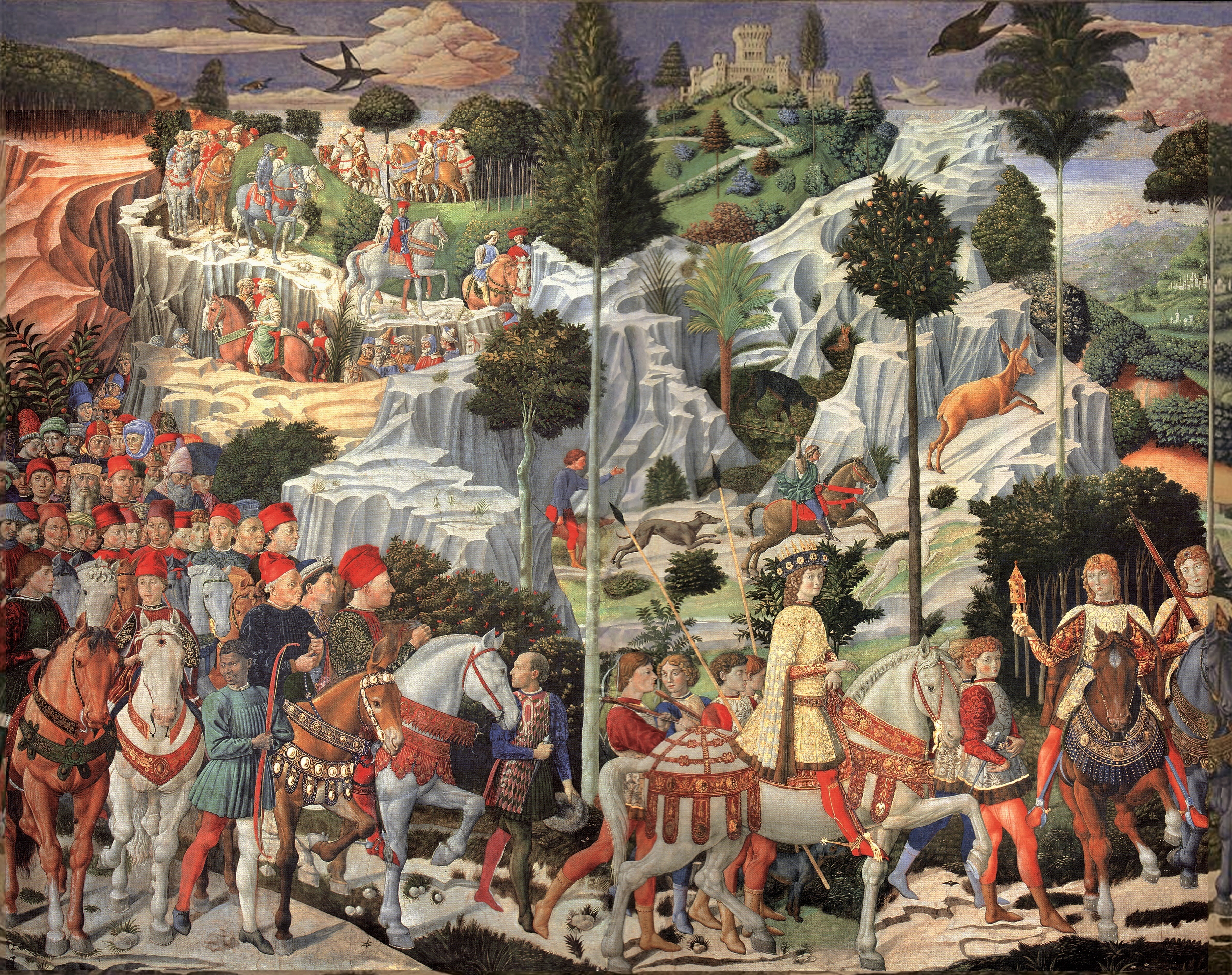
Benozzo Gozzoli, Călătoria Magilor, frescă, reprezentându-i pe membrii familiei Medici şi pe un oficial aflat în vizită în chip de magi. c.1460
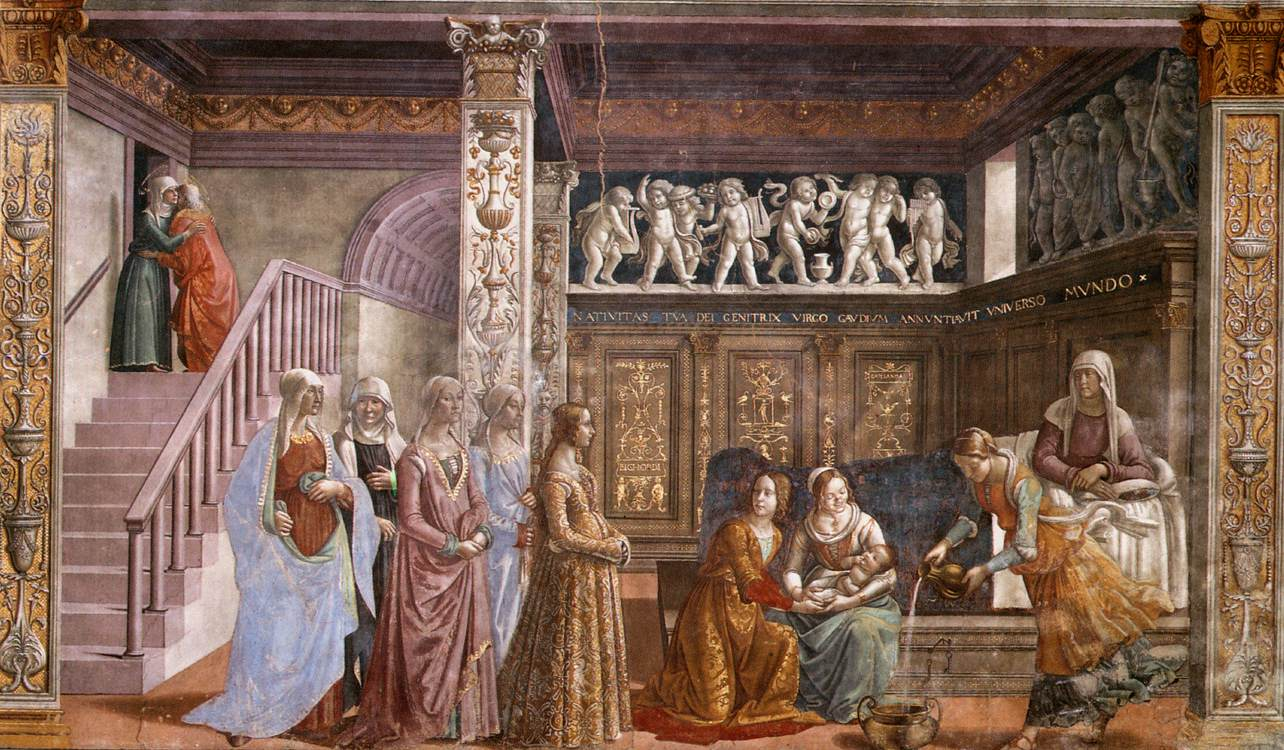
Ghirlandaio, frescă, o lucrare tipică pe placul patronilor, reprezentând o tânără florentină, înveşmântă în brocart bogat, slujind la naşterea Fecioarei. c.1490
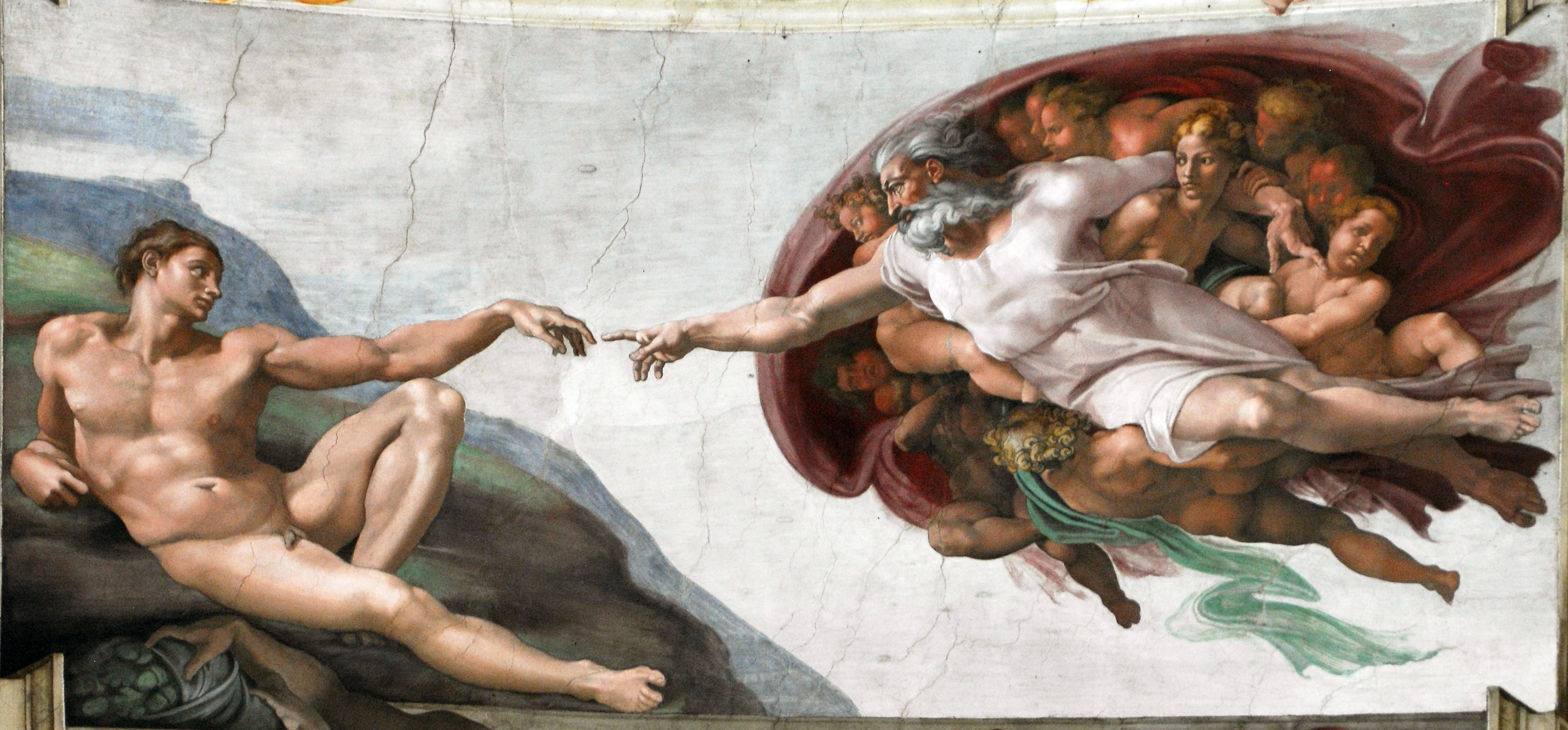
Michelangelo, Dumnezeu creându-l pe Adam, frescă, reprezentând descrierea iconografică a lui Dumnezeu, în legătură cu Umanitatea prin Adam. c.1510

## Lucrări

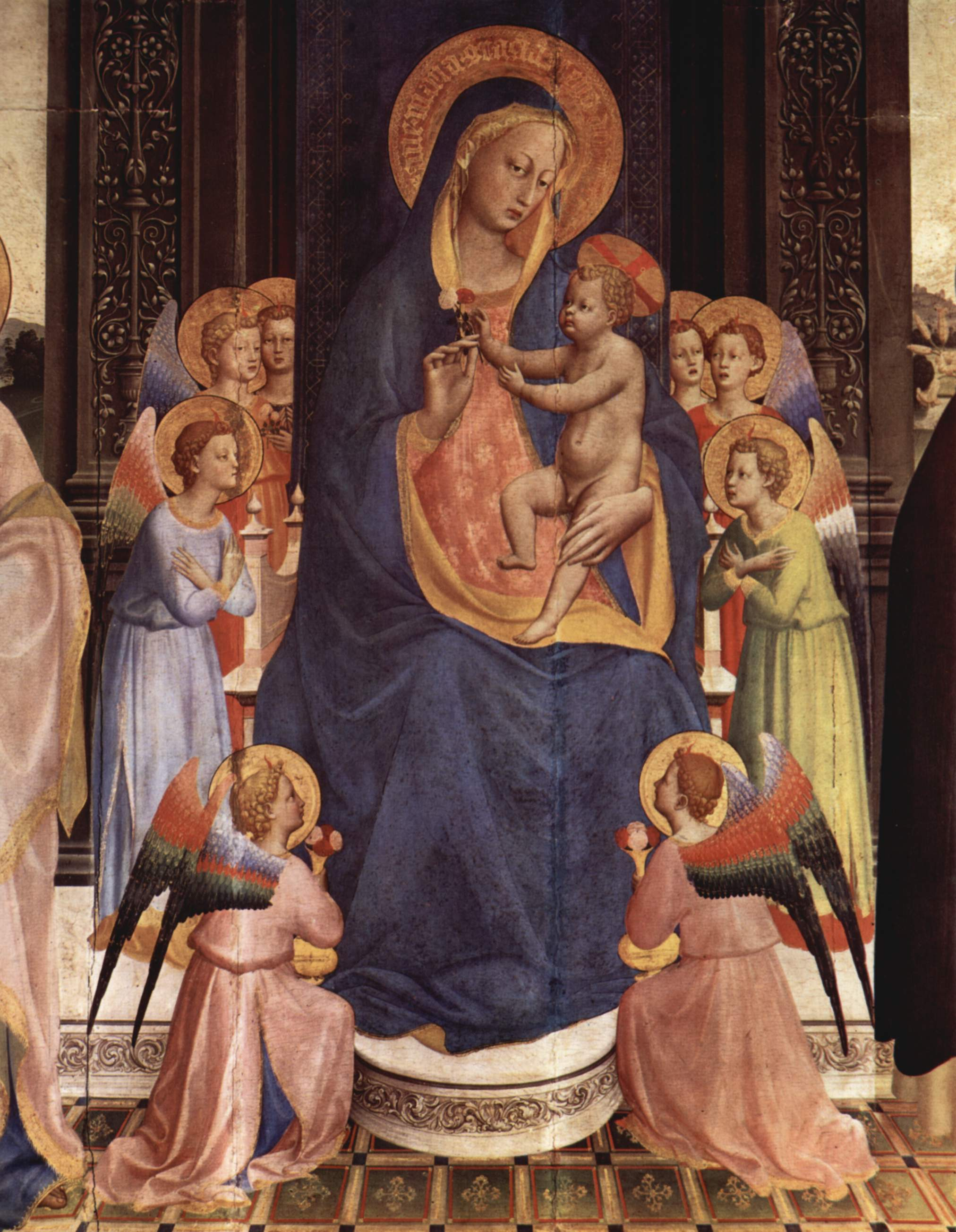
Fecioara și Pruncul cu Sfinți, detaliu, Fiesole (1428–1430)

### Lucrări de tinerețe, 1408–1436
Cortona
- Bunavestire

Fiesole
- Altar - Încoronarea Fecioarei, cu un postament reprezentând Minunile of Sfântului Dominic; Luvru.
- Altar - Fecioara cu pruncul printre sfinții Petru, Toma D'Aquino, Dominic și Petru Martirul; vezi detaliu, dreapta.
- Postament Iisus maiestuos, National Gallery, Londra.

Florența, Santa Trinita
- Coborârea de pe Cruce, considerată de Vasari ca “pictată de un sfânt sau un înger”. Astăzi în Muzeul Național San Marco, Florența.

Florența, Santa Maria degli Angeli
- Judecata de Apoi, Accademia.

Florența, Santa Maria Novella
- Altar - Încoronarea Fecioarei, Uffizi.

### San Marco, Florența, 1436–1445

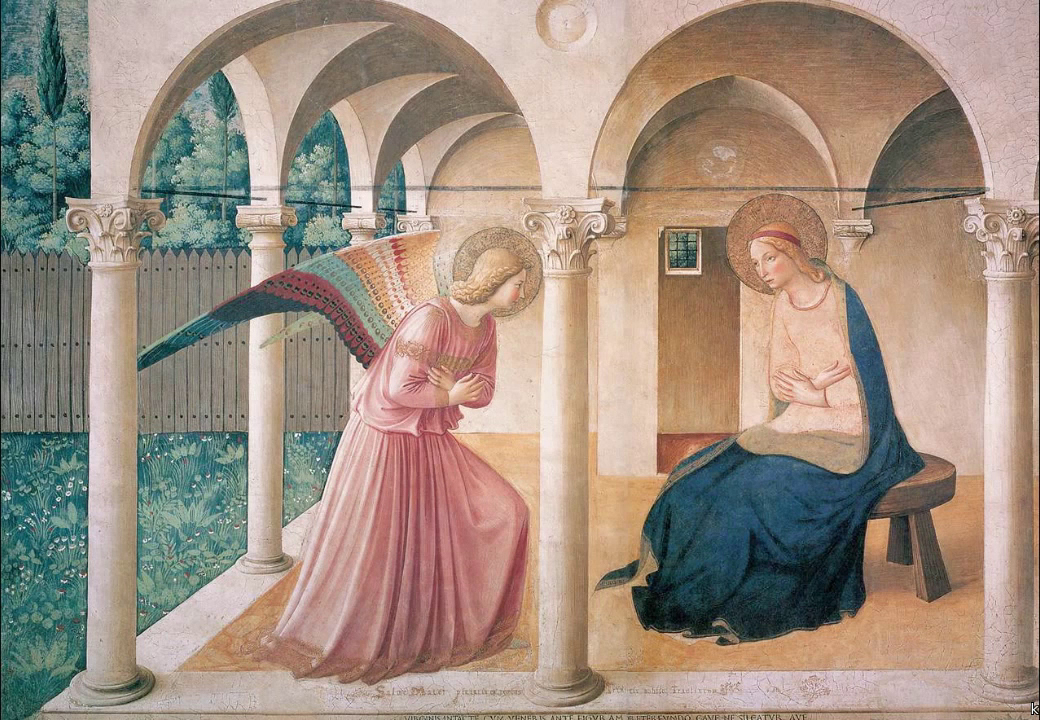
Una din multele versiuni ale Buneivestiri. Mănăstirea San Marco.

- Panou pentru altar - Fecioara cu Sfinții Cosma și Damian, slujită de sfinții Dominic, Petru, Francisc, Marcu, Ioan Evanghelistul și Ștefan. Cosma și Damian erau sfinții patroni ai familiei Medici; panoul fusese comandat în 1438 de Cosimo de Medici. A fost scos și dezmembrat în timpul restaurării bisericii în secolul al XVII-lea. Unul dintre cele nouă postamente vor rămâne în biserică, șapte se găsesc la Washington, München, Dublin și Paris. În 2006, în mod surprinzător, au apărut în posesia unui modest colecționar din Oxfordshire ultimele două postamente lipsă, reprezentând sfinți dominicani de pe panourile laterale. Acesta le achiziționase în California în anii '60.[19]
- Altar ? – Madona cu Pruncul și cu Doisprezece Îngeri (mărime naturală); Uffizi.
- Altar - Bunavestire
- Două versiuni ale Răstignirii, cu Sfântul Dominic; în galerie;
- Răstignirea, cu Fecioara și douăzeci de sfinți, de mărime foarte mare; în capitul;
- Bunavestire; la capătul scărilor către dormitoare. Aceasta este probabil una dintre cele mai reproduse picturi ale lui Fra Angelico.
- Fecioara pe tron, cu patru sfinți; în coridorul către dormitor;

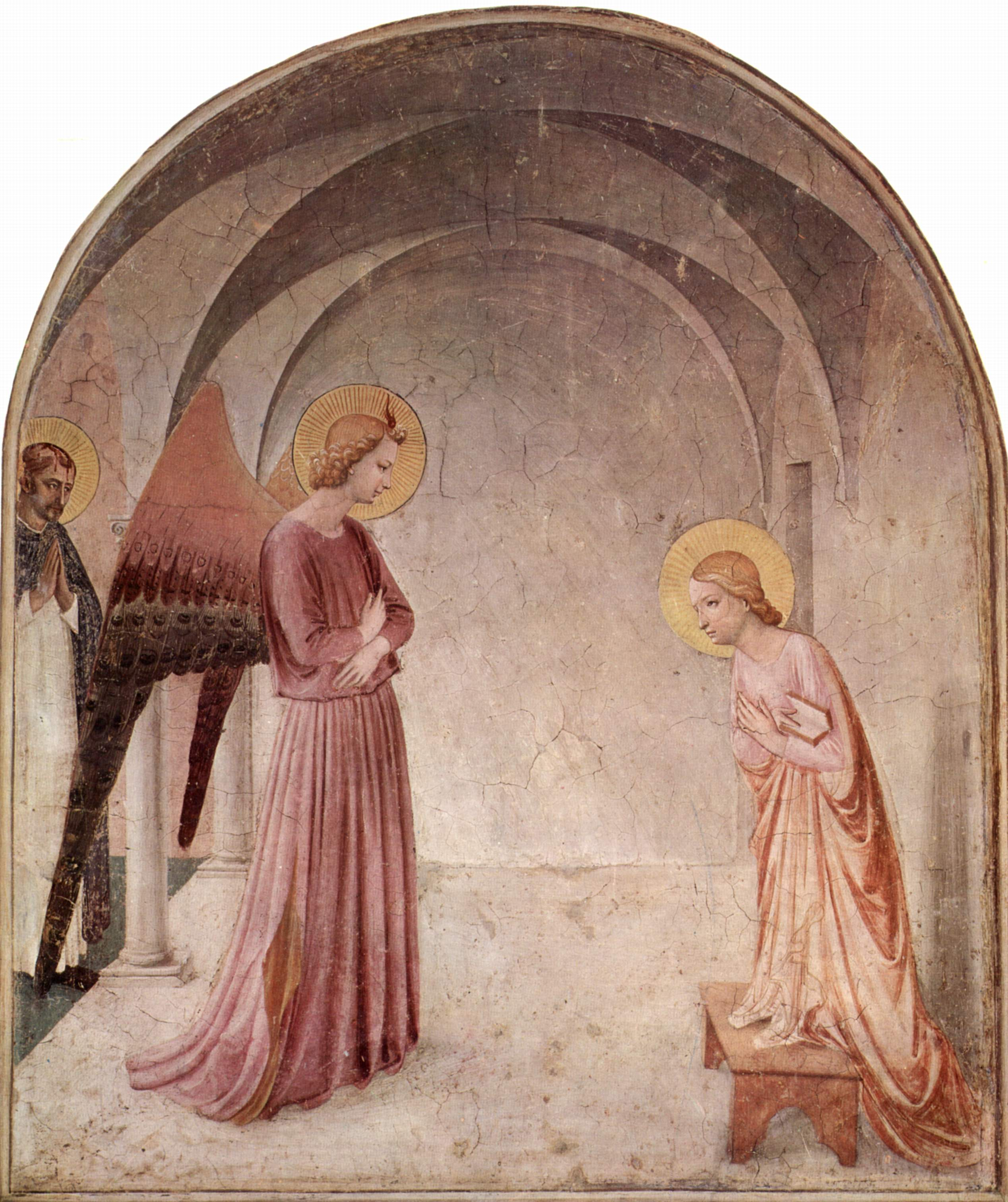
Bunavestire, Interiorul din frescă îl reproduce pe cel al chiliei în care se găsește.

Fiecare chilie este decorată cu o frescă ce este asemănătoare ca formă și mărime cu fereastra rotundă alăturată. Ele au, se pare, un rol contemplativ, având o frumusețe discretă, serenă, nepământească. Printre acestea se numără multe dintre cele mai valoroase și mai reproduse lucrări ale lui Fra Angelico. Într-unele dintre chiliile interioare se găsesc lucrări mai puțin inspirate, cu subiecte ce se repetă, posibil realizate de ucenici. Multe imagini cuprind sfinți dominicani în chip de martori, permințându-i călugărului ce ocupa acea chilie să se simtă o parte a tabloului.
- Adorarea Magilor
- Schimbarea la față
- Noli me Tangere
- Cele trei Marii la mormânt.
- Drumul spre Emmaus, cu doi dominicani în chip de discipoli.
- Există multe versiuni ale Răstignirii

### Lucrări târzii, 1445–1455
Domul din Orvieto
Trei segmente ale tavanului din Cappella Nuova, cu ajutorul lui Benozzo Gozzoli.
- Cristos în slavă
- Fecioara Maria
- Apostolii

Capela Niccolină
Capela Papei Nicolae al V-lea, de la Vatican, a fost pictată probabil cu mult ajutor din partea lui Benozzo Gozzoli și Gentile da Fabriano. Întreaga suprafață a peretelui și tavanul sunt fastuos pictate. S-a folosit multă foiță de aur pentru chenare și decorațiuni, precum și albastrul strălucitor din praf de lapis lazuli. 
- Viața Sfântului Ștefan
- Viața Sfântului Laurențiu
- Cei Patru Evangheliști.

### Descoperirea unor lucrări pierdute
Ziarul britanic Daily Mirror a semnalat pe 14 noiembrie 2006 că două dintre capodoperele pierdute ale lui Fra Angelico apăruseră în posesia unei familii care nu avea idee despre asta, în camera de oaspeți a unei mătuși, răposata Jane Preston, din "modesta ei casă" din Oxford, Anglia. Aceasta le achiziționase pentru suma de 200 de lire sterline în urmă cu douăzeci de ani. Lucrările reprezentau două dintre cele opt panouri laterale ale unui masiv altar, pictat de Fra Angelico în 1439 pentru mănăstirea unde locuia, care fuseseră dezmembrate de soldații lui Napoleon acum 200 de ani. În timp ce secțiunea centrală se găsește încă la mănăstire, celelalte șase panouri se află în muzee din SUA și Germania. Se presupunea că aceste două panouri fuseseră pierdute pentru totdeauna. Guvernul italian sperase să le achiziționeze, dar un colecționar particular a oferit 1,7 milioane de lire sterline la licitația unde fuseseră prezentate, pe 20 aprilie 2007.